# All About Angels
All About Angels war eine deutsche Mädchenband. Die fünf Mädchen wurden von Ralph Siegel gecastet und nahmen mit dem Titel Engel am deutschen Vorausscheid zum Eurovision Song Contest 1997 teil, bei dem sie den 7. Platz bei neun Startern belegten.

## Diskografie
- 1997: Engel (Single, Jupiter Records / Sony Music)

Der Titel Engel erschien bei Jupiter Records auf einer Maxi, die neben der Originalversion drei Mix-Versionen enthält. Er wurde von Ralph Siegel komponiert. Der Text stammt von Bernd Meinunger.
| 1 | Engel                           |
| 2 | Engel (Dance Mix)               |
| 3 | Engel (Midnight Angel Soft Mix) |
| 4 | Engel (Karaoke Version)         |